# Анненский проезд
А́нненский прое́зд (до 1954 — часть Анненской улицы) — проезд в Северо-Восточном административном округе города Москвы на территории района Марьина Роща. Соединяет 8-й проезд Марьиной Рощи и Складочную улицу. Нумерация домов начинается от 8-го проезда Марьиной Рощи.

## Происхождение названия
Назван 21 мая 1954 года по соседней Анненской улице; ранее являлся частью этой улицы.

## Здания и сооружения
- Лакокрасочный завод «Оливеста» (д. 1)

## Транспорт
- Станции метро:
  - «Бутырская»
  - «Марьина Роща» (ЛДЛ)
  - «Марьина Роща» (БКЛ)

Железнодорожный транспорт:
- «Марьина Роща» (D2 и D4)